# Landtagswahl in Sachsen 2024
- Linke: 6
- BSW: 15
- SPD: 10
- Grüne: 7
- FW: 1
- CDU: 41
- AfD: 40

Die Linke zog durch die Direktmandate Leipzig 1 und Leipzig 4 über die Grundmandatsklausel in den Landtag ein. Im Wahlkreis Leipzig Land 3 wurde zudem ein Vertreter der Freien Wähler direkt gewählt.
- Regierung: 51
- Opposition: 69

Die Landtagswahl in Sachsen 2024 am 1. September 2024 war die achte Wahl zum Sächsischen Landtag seit der Neugründung des Freistaates Sachsen 1990. Parallel fand die Landtagswahl in Thüringen statt.
Es gab rund 3,18 Millionen Wahlberechtigte. Die Beteiligung war mit 74,4 % die höchste seit der Wiedergründung des Freistaats Sachsens 1990. Erstmals wurden sieben Parteien in den Sächsischen Landtag gewählt. Die CDU erreichte mit 31,9 % (−0,2 %) ihr schlechtestes Ergebnis in Sachsen, wurde aber erneut stärkste Partei vor der AfD, die leicht auf 30,6 % zulegen konnte. Das BSW erzielte aus dem Stand 11,8 % der Stimmen und wurde drittstärkste Kraft. Die SPD erzielte mit 7,3 % ihr schlechteste Landtagswahlergebnis. Die Grünen kamen bei Verlusten mit 5,1 % knapp über die 5 %-Hürde. Die Linke verlor mehr als die Hälfte ihrer Wähler und zog nur durch zwei Direktmandate in Leipzig über die Grundmandatsklausel in den Landtag ein. Das Ergebnis von 4,5 % war zugleich das bis zur Wahl in Brandenburg drei Wochen später schlechteste der Partei bei einer Landtagswahl in einem ostdeutschen Bundesland. Die Freien Wähler erzielten ein Direktmandat.

## Organisation

### Wahltermin
Gemäß Artikel 44 Abs. 1 Satz 1 der Verfassung des Freistaates Sachsen wird der Landtag auf fünf Jahre gewählt. § 16 Absatz 2 Satz 1 des Sächsischen Wahlgesetzes bestimmt, dass der Wahltag frühestens 58, spätestens 60 Monate nach Beginn der Wahlperiode zu liegen hat. Die Sächsische Staatsregierung einigte sich Ende Juni 2023 auf den 1. September 2024 als Wahltermin. Der Termin wurde am 28. Juni 2023 vom Sächsischen Landtag bestätigt. Am selben Tag fand die Landtagswahl in Thüringen statt.

### Wahlsystem
Der Landtag hat ohne eventuelle Überhang- und Ausgleichsmandate 120 Mitglieder.
Jeder Wähler hat zwei Stimmen, eine Direkt- und eine Listenstimme, die Erst- und Zweitstimme im Bundestagswahlrecht entsprechen. In jedem der 60 Wahlkreise ist jeweils der Bewerber mit den meisten Direktstimmen gewählt. 120 Sitze werden proportional nach dem Sainte-Laguë-Verfahren (bei der Landtagswahl 2019 wurde noch das D’Hondt-Verfahren verwendet) gemäß den Listenstimmen unter den Parteien verteilt, die entweder mindestens 5 % der Listenstimmen landesweit oder mindestens zwei Direktmandate erringen. Erhält die Partei weniger Sitze in Wahlkreisen, als ihr insgesamt Sitze zustehen, werden ihr die restlichen Sitze über die Landesliste in der dort festgelegten Reihenfolge zugeteilt. Ihre im Wahlkreis gewählten Bewerber bleiben dabei außer Betracht.
Erreicht eine Partei mehr Sitze in den Wahlkreisen, als ihr nach der proportionalen Verteilung zustehen, so behält sie diese Sitze (Überhangmandate). Die übrigen Parteien erhalten Ausgleichsmandate. Es darf nicht mehr Ausgleichsmandate geben als Überhangmandate.

## Ausgangslage

### Vorherige Wahl 2019
Die Wahl 2019 stand im Zeichen von hohen Gewinnen der AfD, die knapp 18 Prozent der Stimmen auf nun 27,5 % hinzugewann und zweitstärkste Kraft wurde. Die CDU landete nach Verlusten mit gut 32 Prozent als stärkste Partei vor der AfD. Die Linke und die SPD erreichten 10,4 bzw. 7,7 Prozent der Wählerstimmen. Bündnis 90/Die Grünen legten zu und erreichten mit 8,6 Prozent ihr bestes Ergebnis bei einer Landtagswahl in Sachsen, der FDP gelang mit 4,5 Prozent der Einzug in das Parlament erneut nicht.
Nach der Wahl bildeten CDU, Grüne und SPD eine sogenannte „Kenia-Koalition“ (schwarz-grün-rot). Michael Kretschmer (CDU) wurde erneut zum Ministerpräsidenten und Chef der Sächsischen Staatsregierung gewählt. Im Parlament hat die Regierung mit 67 der 119 Sitze eine relativ sichere Mehrheit.

### Bisher im Landtag vertretene Parteien
| Fraktion                  | Fraktion                                    | Kurzbe- zeichnung | Sitze 2019 | Sitze 2024 |
| ------------------------- | ------------------------------------------- | ----------------- | ---------- | ---------- |
|                           | Christlich Demokratische Union Deutschlands | CDU               | 45         | 44         |
|                           | Alternative für Deutschland                 | AfD               | 38         | 34         |
|                           | Die Linke                                   | Linke             | 14         | 14         |
|                           | Bündnis 90/Die Grünen                       | Bündnisgrüne      | 12         | 12         |
|                           | Sozialdemokratische Partei Deutschlands     | SPD               | 10         | 10         |
| fraktionslose Abgeordnete | fraktionslose Abgeordnete                   | Kurzbe- zeichnung | Sitze 2019 | Sitze 2024 |
|                           | Bündnis Deutschland                         | BD                | —          | 1          |
|                           | Freie Wähler                                | FW                | ―          | 1          |
|                           | Alternative für Deutschland (fraktionslos)  | AfD               | ―          | 1          |
|                           | Parteilose                                  | –                 | ―          | 2          |

### Wahlkreise
Im Vorfeld der Landtagswahl kam es durch die Änderung des sächsischen Wahlgesetzes zu Veränderungen bei den Wahlkreisen. Aufgrund der gesunkenen Einwohnerzahl in den Landkreisen Mittelsachsen und Vogtland verloren diese jeweils einen Wahlkreis an die kreisfreien Städte Leipzig und Dresden, welche einen großen Bevölkerungszuwachs verbuchen konnten. Zudem mussten im Landkreis Bautzen die weiterhin fünf Wahlkreise neu zugeschnitten werden.

## Teilnehmende Parteien
Wahlvorschläge waren bis zum 66. Tag vor der Wahl (27. Juni 2024) einzureichen. Wahlvorschläge, die nicht von Parteien stammten, die am 90. Tag vor der Wahl im Deutschen Bundestag oder einem Landtag aufgrund eigener Wahlvorschläge vertreten waren, benötigten 100 (Kreiswahlvorschlag) beziehungsweise 1000 (Landesliste) Unterstützungsunterschriften.
19 Landeslisten und 526 Kreiswahlvorschläge wurden zugelassen:
| Kürzel              | Partei                                                      | Ergebnis 2019 | Direkt- kandidaten | Bewerber auf Landesliste | Platz 1 auf der Landesliste |
| ------------------- | ----------------------------------------------------------- | ------------- | ------------------ | ------------------------ | --------------------------- |
| CDU                 | Christlich Demokratische Union Deutschlands                 | 32,1 %        | 60                 | 78                       | Michael Kretschmer          |
| AfD                 | Alternative für Deutschland                                 | 27,5 %        | 60                 | 75                       | Jörg Urban                  |
| Linke               | Die Linke                                                   | 10,4 %        | 60                 | 47                       | Susanne Schaper             |
| Grüne               | Bündnis 90/Die Grünen                                       | 08,6 %        | 60                 | 30                       | Katja Meier                 |
| SPD                 | Sozialdemokratische Partei Deutschlands                     | 07,7 %        | 60                 | 54                       | Petra Köpping               |
| FDP                 | Freie Demokratische Partei                                  | 04,5 %        | 60                 | 48                       | Robert Malorny              |
| Freie Wähler        | Freie Wähler                                                | 03,4 %        | 59                 | 33                       | Matthias Berger             |
| Die PARTEI          | Die PARTEI                                                  | 01,6 %        | 03                 | 09                       | Sabine Küchler              |
| Piraten             | Piratenpartei Deutschland                                   | 00,3 %        | 0–                 | 09                       | Stephanie Henkel            |
| ÖDP                 | Ökologisch-Demokratische Partei                             | 00,3 %        | 02                 | 11                       | Jonas Bialon                |
| BüSo                | Bürgerrechtsbewegung Solidarität                            | 00,1 %        | 04                 | 12                       | Michael Gründler            |
| Tierschutz hier!    | Aktion Partei für Tierschutz                                | –             | 0–                 | 03                       | Uwe Werner                  |
| dieBasis            | Basisdemokratische Partei Deutschland                       | –             | 03                 | 11                       | David Murcek                |
| Bündnis C           | Bündnis C – Christen für Deutschland                        | –             | 0–                 | 07                       | Thomas Lamowski             |
| Bündnis Deutschland | Bündnis Deutschland                                         | –             | 03                 | 16                       | Steffen Große               |
| BSW                 | Bündnis Sahra Wagenknecht                                   | –             | 39                 | 30                       | Sabine Zimmermann           |
| Freie Sachsen       | Freie Sachsen                                               | –             | 35                 | 30                       | Martin Kohlmann             |
| V-Partei³           | V-Partei³ – Partei für Veränderung, Vegetarier und Veganer  | –             | –                  | 04                       | Simone Schwarzbach          |
| WU                  | WerteUnion                                                  | –             | 05                 | 07                       | Heiko Petzold               |
|                     | Sonstige (darunter 5 × „Team Zastrow – Bündnis Sachsen 24“) | –             | 13                 | 0–                       |                             |

Die Landeslisten von vier Parteien wurden zurückgewiesen: Die Partei für schulmedizinische Verjüngungsforschung und die Partei der Humanisten konnten nicht genug Unterstützungsunterschriften vorweisen, die KPD konnte die Parteieigenschaft nicht nachweisen und bei der Tierschutzpartei lagen Formfehler vor. Letztere sprach eine Wahlempfehlung für die Linke aus. Die nicht teilnehmende Kleinpartei Volt unterstützte die SPD.

Spitzenkandidaten der wieder oder neu in Fraktionsstärke im Landtag vertretenen Parteien
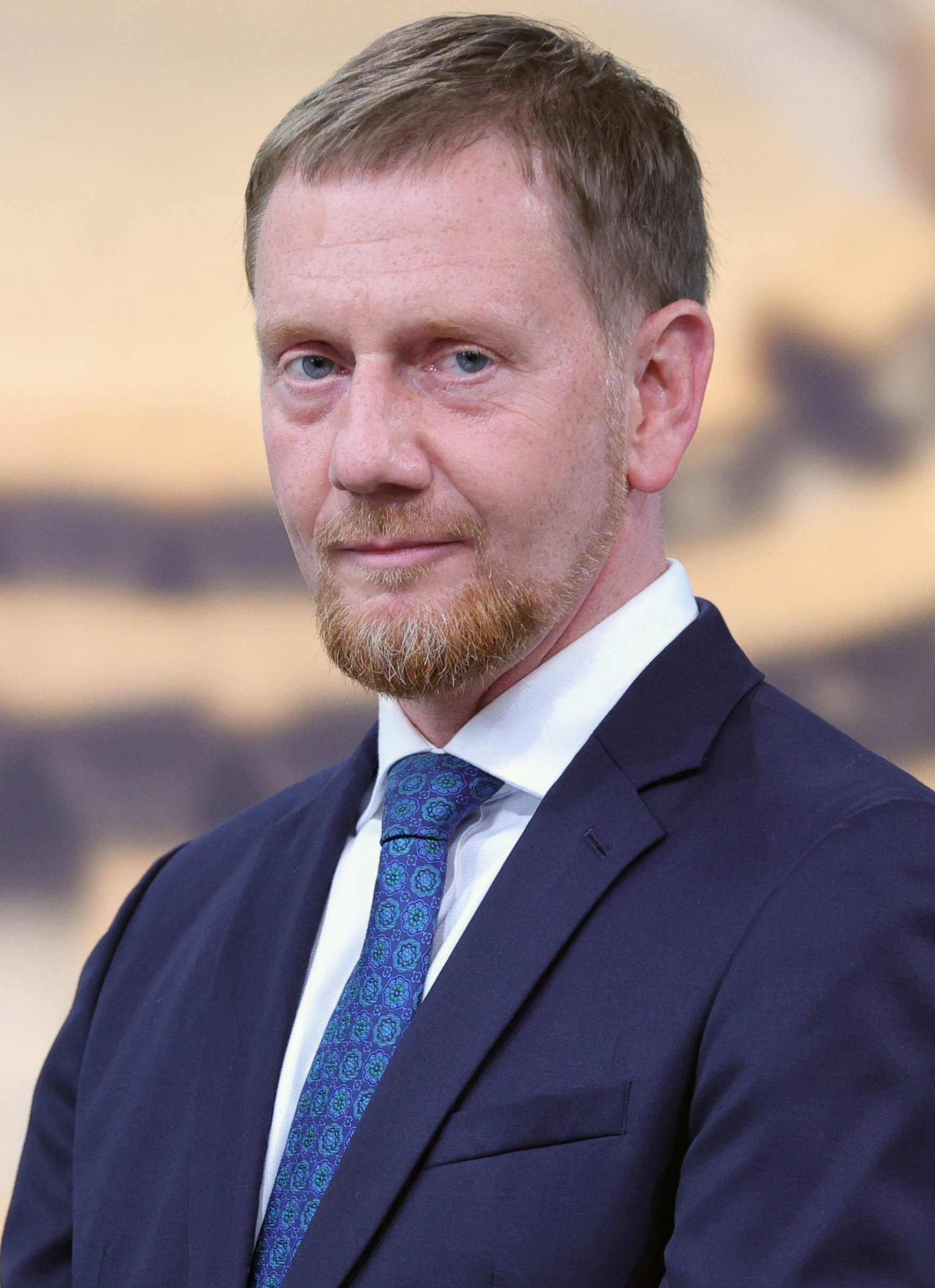
Michael Kretschmer CDU
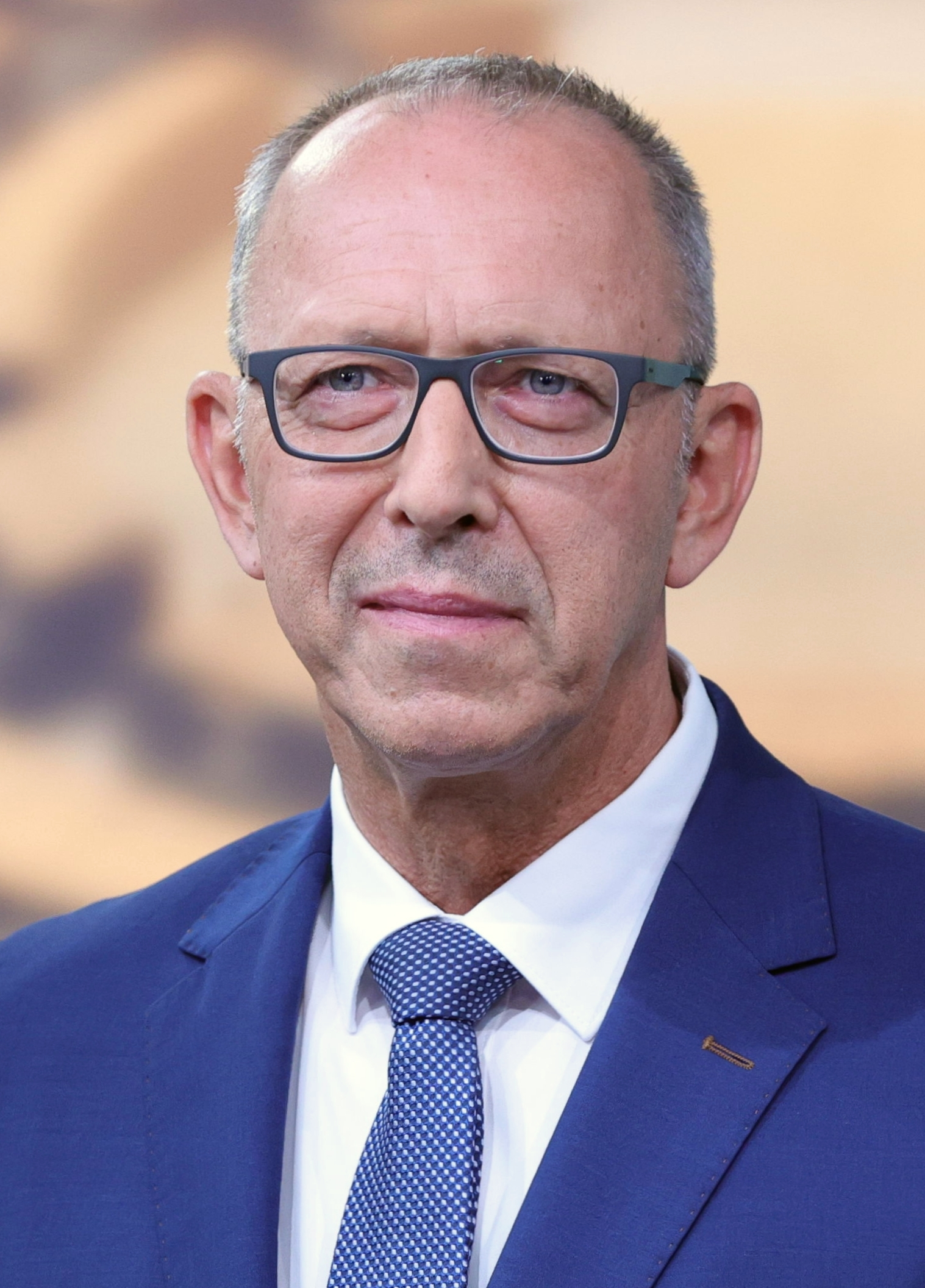
Jörg Urban AfD
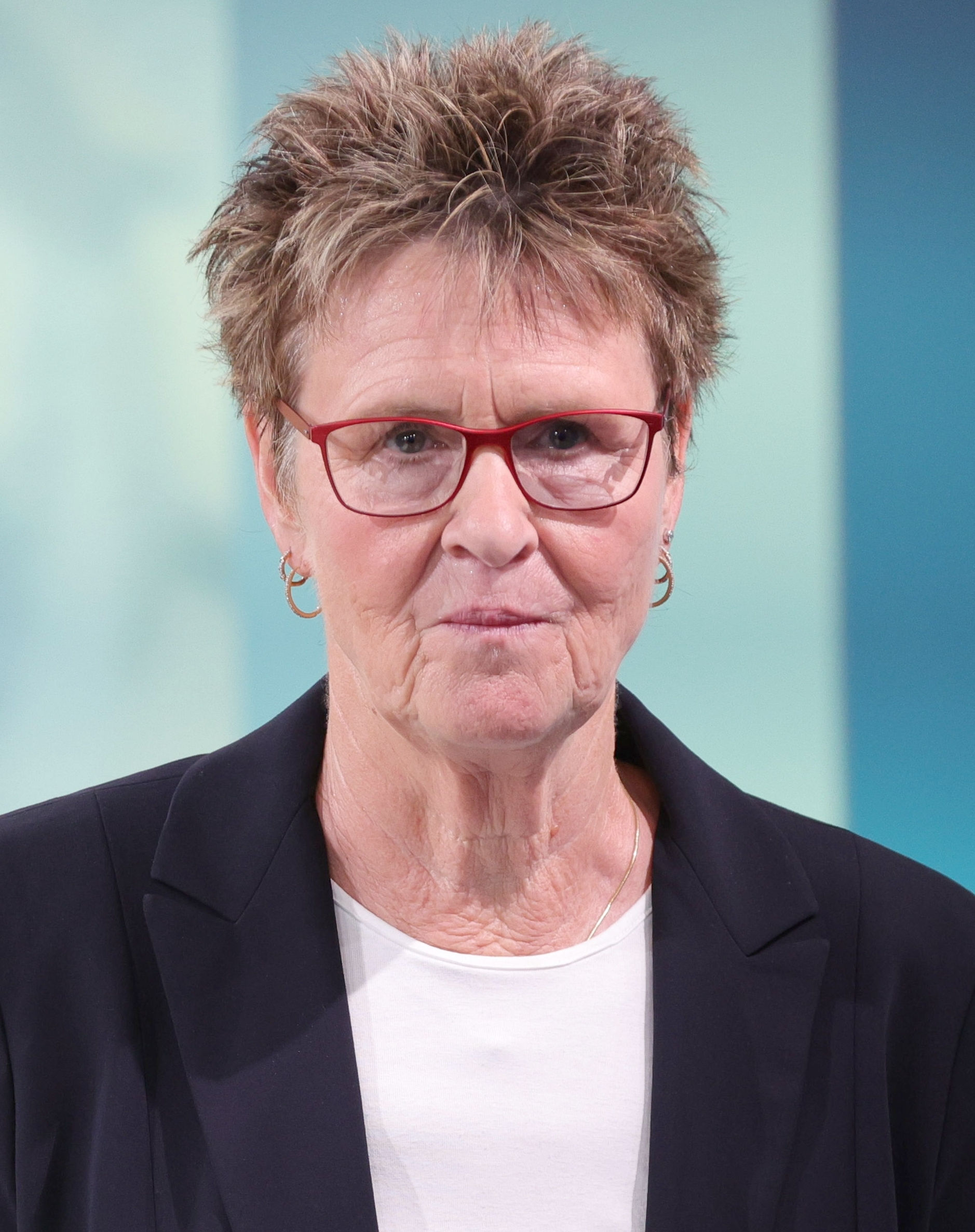
Sabine Zimmermann BSW
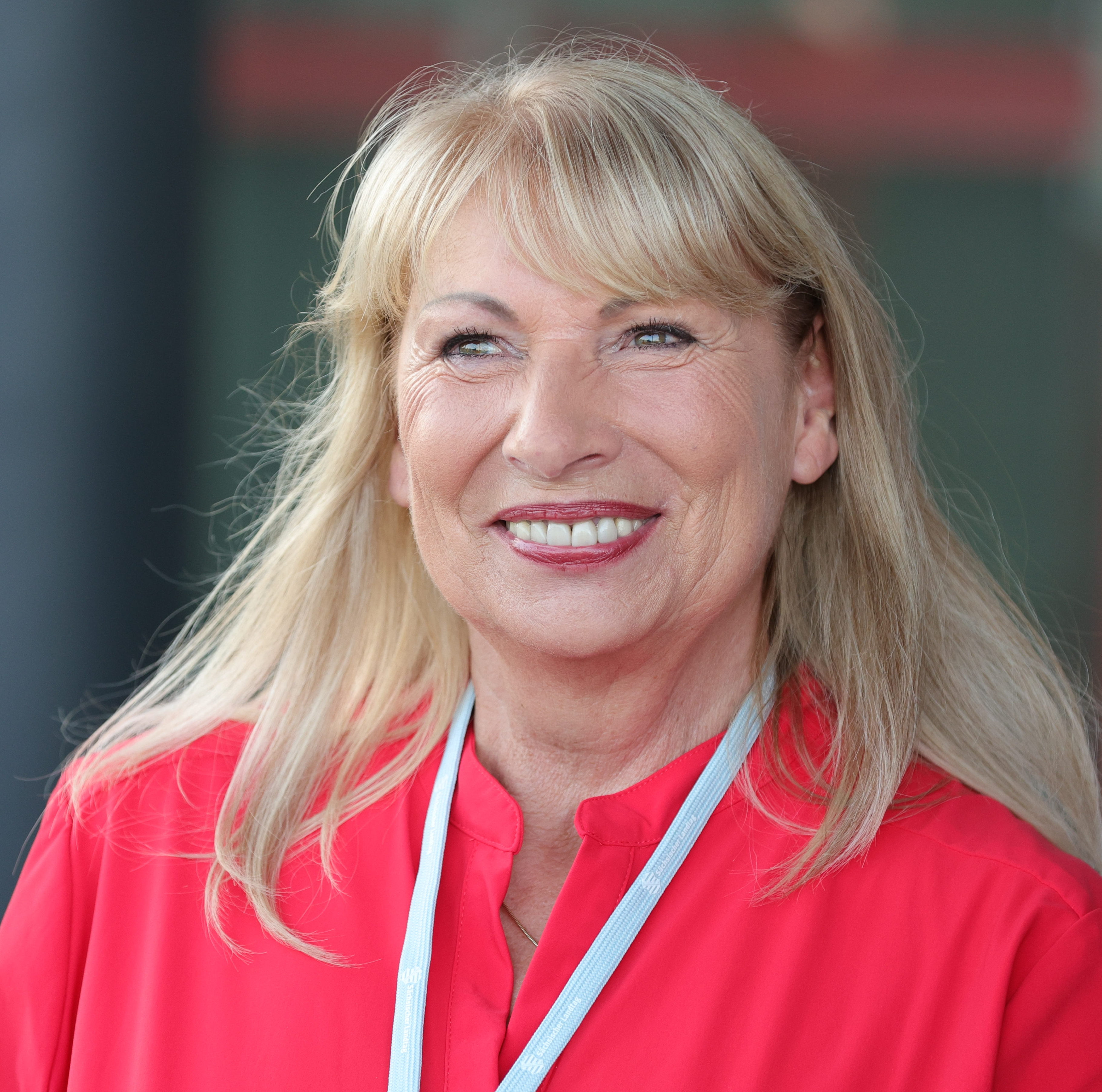
Petra Köpping SPD
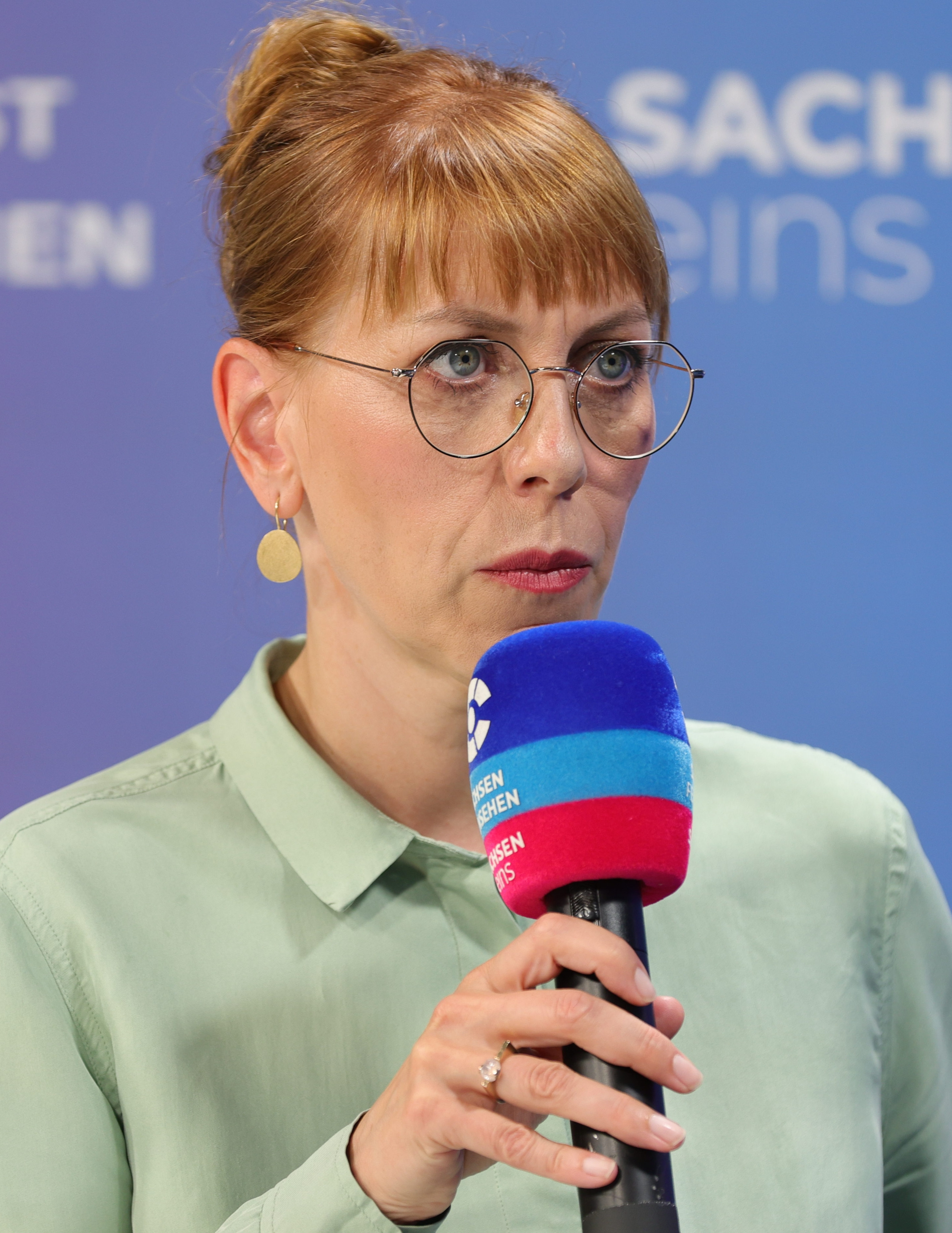
Katja Meier Grüne
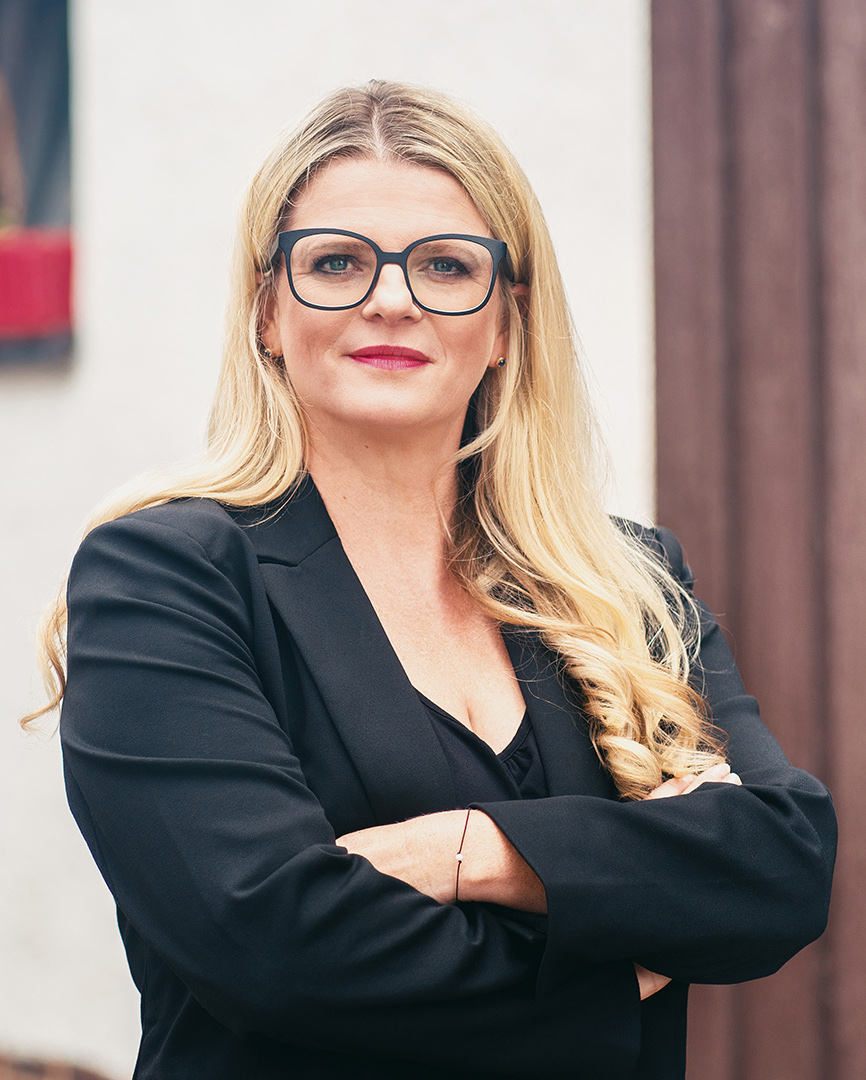
Susanne Schaper Linke

### Verlauf

Entwicklung seit der Wahl 2019

## Umfragen

### Sonntagsfrage
| Institut                | Datum      | CDU    | AfD    | Linke  | Grüne | SPD   | FDP   | FW    | BSW    | Sonst. |
| ----------------------- | ---------- | ------ | ------ | ------ | ----- | ----- | ----- | ----- | ------ | ------ |
| Landtagswahl 2024       | 01.09.2024 | 31,9 % | 30,6 % | 4,5 %  | 5,1 % | 7,3 % | 0,9 % | 2,3 % | 11,8 % | 5,6 %  |
| Forsa                   | 30.08.2024 | 33 %   | 31 %   | 3 %    | 6 %   | 7 %   | —     | —     | 12 %   | 8 %    |
| Forschungsgruppe Wahlen | 29.08.2024 | 33 %   | 30 %   | 4 %    | 6 %   | 6 %   | —     | —     | 12 %   | 9 %    |
| INSA                    | 24.08.2024 | 30 %   | 32 %   | 4 %    | 5 %   | 6 %   | —     | 3 %   | 15 %   | 5 %    |
| Forschungsgruppe Wahlen | 23.08.2024 | 33 %   | 30 %   | 4 %    | 6 %   | 7 %   | —     | —     | 11 %   | 9 %    |
| Infratest dimap         | 22.08.2024 | 31 %   | 30 %   | 4 %    | 6 %   | 7 %   | —     | —     | 14 %   | 8 %    |
| Forsa                   | 20.08.2024 | 33 %   | 30 %   | 3 %    | 6 %   | 6 %   | —     | —     | 13 %   | 9 %    |
| INSA                    | 16.08.2024 | 29 %   | 32 %   | 5 %    | 5 %   | 5 %   | 2 %   | 4 %   | 15 %   | 3 %    |
| Forschungsgruppe Wahlen | 09.08.2024 | 34 %   | 30 %   | 4 %    | 6 %   | 6 %   | —     | —     | 11 %   | 9 %    |
| Infratest dimap         | 20.06.2024 | 29 %   | 30 %   | 3 %    | 7 %   | 7 %   | —     | —     | 15 %   | 9 %    |
| INSA                    | 19.06.2024 | 30 %   | 32 %   | 4 %    | 5 %   | 5 %   | 2 %   | —     | 15 %   | 7 %    |
| INSA                    | 19.03.2024 | 30 %   | 34 %   | 5 %    | 5 %   | 6 %   | 2 %   | 3 %   | 11 %   | 4 %    |
| Infratest dimap         | 25.01.2024 | 30 %   | 35 %   | 4 %    | 7 %   | 7 %   | —     | —     | 8 %    | 9 %    |
| Forsa                   | 11.01.2024 | 30 %   | 34 %   | 6 %    | 8 %   | 7 %   | 3 %   | 3 %   | 4 %    | 5 %    |
| INSA                    | 31.08.2023 | 29 %   | 35 %   | 9 %    | 6 %   | 7 %   | 5 %   | —     | —      | 9 %    |
| INSA                    | 07.04.2022 | 25 %   | 28 %   | 9 %    | 9 %   | 12 %  | 7 %   | 3 %   | —      | 7 %    |
| Infratest dimap         | 24.02.2022 | 27 %   | 24 %   | 10 %   | 8 %   | 13 %  | 7 %   | 3 %   | —      | 8 %    |
| INSA                    | 17.09.2021 | 31 %   | 26 %   | 11 %   | 7 %   | 11 %  | 8 %   | —     | —      | 6 %    |
| Infratest dimap         | 20.08.2021 | 35 %   | 21 %   | 10 %   | 7 %   | 11 %  | 6 %   | 4 %   | —      | 6 %    |
| INSA                    | 16.08.2021 | 34 %   | 25 %   | 13 %   | 7 %   | 8 %   | 8 %   | —     | —      | 5 %    |
| INSA                    | 25.05.2021 | 24 %   | 26 %   | 11 %   | 13 %  | 6 %   | 12 %  | —     | —      | 8 %    |
| INSA                    | 04.01.2021 | 34 %   | 26 %   | 11 %   | 10 %  | 7 %   | 5 %   | —     | —      | 7 %    |
| INSA                    | 08.07.2020 | 36 %   | 26 %   | 11 %   | 10 %  | 7 %   | 4 %   | —     | —      | 6 %    |
| Landtagswahl 2019       | 01.09.2019 | 32,1 % | 27,5 % | 10,4 % | 8,6 % | 7,7 % | 4,5 % | 3,4 % | —      | 5,8 %  |

### Direktwahl Ministerpräsident
| Institut                | Datum      | Michael Kretschmer (CDU) | Jörg Urban (AfD) | Sabine Zimmermann (BSW) | weder noch | weiß nicht/ unbekannt |
| ----------------------- | ---------- | ------------------------ | ---------------- | ----------------------- | ---------- | --------------------- |
| Forschungsgruppe Wahlen | 01.09.2024 | 65 %                     | 23 %             | —                       | 12 %       | 12 %                  |
| Infratest dimap         | 01.09.2024 | 60 %                     | 24 %             | —                       | 16 %       | 16 %                  |
| Forschungsgruppe Wahlen | 29.08.2024 | 70 %                     | 15 %             | —                       | 8 %        | 7 %                   |
| INSA                    | 24.08.2024 | 45 %                     | 18 %             | —                       | 37 %       | 37 %                  |
| Forschungsgruppe Wahlen | 23.08.2024 | 68 %                     | 13 %             | —                       | 10 %       | 9 %                   |
| Infratest dimap         | 22.08.2024 | 58 %                     | 20 %             | —                       | 22 %       | 22 %                  |
| Forsa                   | 20.08.2024 | 50 %                     | 14 %             | 2 %                     | 34 %       | 34 %                  |
| Forschungsgruppe Wahlen | 09.08.2024 | 64 %                     | 14 %             | —                       | 10 %       | 12 %                  |
| Infratest dimap         | 20.06.2024 | 58 %                     | 17 %             | —                       | 25 %       | 25 %                  |

## Ergebnis

### Gesamtergebnis und Karte der Direktmandate
Die Landtagswahl 2024 gewann die CDU (31,9 %) mit knappem Vorsprung vor der AfD (30,6 %). Mit großem Abstand folgte das BSW, das – erstmals zu einer Landtagswahl angetreten – mit 11,8 % auf dem dritten Platz landete. Die neben der CDU, die auch leichte Verluste erlitt, an der Staatsregierung Kretschmer II beteiligten Parteien SPD und Grüne folgten auf den nächsten beiden Plätzen. Die SPD erreichte mit 7,3 % das schlechteste Landtagswahlergebnis in Sachsen seit 1990. Die Grünen kamen mit 5,1 % knapp über die 5 %-Hürde. Die Linke verlor mehr als die Hälfte ihrer Wähler und zog nur durch zwei Direktmandate in Leipzig über die Grundmandatsklausel in den Landtag ein. Das Ergebnis von 4,5 % war zugleich das bis zur Wahl in Brandenburg drei Wochen später schlechteste der Partei bei einer Landtagswahl in einem Bundesland auf dem Gebiet der ehemaligen DDR. Auch unter der 5 %-Hürde, aber durch ein Direktmandat des bisherigen Oberbürgermeisters von Grimma Matthias Berger im 8. Sächsischen Landtag vertreten, sind die Freien Wähler, die landesweit 2,3 % erhielten. Da die Grundmandatsklausel in Sachsen allerdings nur ab zwei gewonnenen Wahlkreisen greift, bleibt der Abgeordnete im Landtag ein Einzelmandatar. Nur knapp 1.000 Stimmen weniger und damit 2,2 % der Zweitstimmen erhielten die Freien Sachsen, die nicht im Landtag vertreten sein werden. Gleiches gilt für die FDP, die mit 0,9 % noch hinter der Aktion Partei für Tierschutz (1,0 %) landete und damit erstmals in ihrer Geschichte seit Gründung der Bundesrepublik bei einer Landtagswahl weniger als ein Prozent der Stimmen bekam. Auch das Ergebnis der FDP wurde bei der Wahl in Brandenburg noch unterboten. Neben den genannten Parteien traten noch neun weitere Listen an, die zusammen 2,4 % erzielten.
Bei den Direktstimmenanteilen waren die beiden großen Parteien (CDU und AfD) nach Prozentergebnis noch stärker. Erstmals seit 1990 gewann die CDU nicht die meisten (oder sogar alle) Direktmandate. Die AfD (28 Direktmandate) lag hier knapp vor der CDU (27). In Leipzig waren neben den zwei Linkenpolitikern in einem Wahlkreis auch die Grünen erfolgreich. Gleiches gilt für die Dresdner Neustadt, in der die Grünen ein zweites Direktmandat erzielten. Damit wären die Grünen auch bei Verfehlen der Prozenthürde im Landtag vertreten gewesen. Zudem gewannen die Freien Wähler den bereits erwähnten Wahlkreis Leipzig Land 3.
Die Wahlbeteiligung lag mit 74,4 % auf dem Niveau der letzten Bundestagswahlen und war die höchste bei einer sächsischen Landtagswahl seit 1990. Die Beteiligung stieg um 7,9 Prozent an. 32,9 % der Stimmen wurden mittels Briefwahl abgegeben.
Nach Bekanntgabe des amtlichen Endergebnisses am 13. September nahm auch der Grimmaer Oberbürgermeister Matthias Berger (FW) sein Mandat an, insbesondere um das entscheidende 41. Mandat, das für die Sperrminorität benötigt wird, die beispielsweise für Verfassungsänderungen ausschlaggebend ist, ausüben zu können. Das BSW sitzt im Landtag zwischen den Fraktionen der Linken und der SPD.
|  |  |

| Listen                                                  | Listen | Direktstimmen | Direktstimmen | Direktstimmen | Direktstimmen | Listenstimmen | Listenstimmen | Listenstimmen | Listenstimmen | Mandate | Mandate |
| Listen                                                  | Listen | Stimmen       | %             | +/-           | Mandate       | Stimmen       | %             | +/-           | Mandate       | Anzahl  | +/-     |
| ------------------------------------------------------- | --- | ------------- | ------------- | ------------- | ------------- | ------------- | ------------- | ------------- | ------------- | ------- | ------- |
|                                                         | Christlich Demokratische Union Deutschlands (CDU)                                                          | 805.257       | 34,4          | ▲1,9          | 27            | 749.114       | 31,9          | ▼0,2          | 14            | 41      | ▼4      |
|                                                         | Alternative für Deutschland (AfD)                                                                          | 794.223       | 34,0          | ▲5,5          | 28            | 719.279       | 30,6          | ▲3,1          | 12            | 40      | ▲2 *    |
|                                                         | Bündnis Sahra Wagenknecht (BSW)                                                                            | 148.361       | 6,3           | Neu           | –             | 277.568       | 11,8          | Neu           | 15            | 15      | Neu     |
|                                                         | Sozialdemokratische Partei Deutschlands (SPD)                                                              | 144.425       | 6,2           | ▼1,6          | –             | 172.021       | 7,3           | ▼0,4          | 10            | 10      | ▬       |
|                                                         | Bündnis 90/Die Grünen (Grüne)                                                                              | 119.033       | 5,1           | ▼3,8          | 2             | 119.980       | 5,1           | ▼3,5          | 5             | 7       | ▼5      |
|                                                         | Die Linke (DIE LINKE)                                                                                      | 149.124       | 6,4           | ▼5,9          | 2             | 104.891       | 4,5           | ▼5,9          | 4             | 6       | ▼8      |
|                                                         | Freie Wähler                                                                                               | 113.062       | 4,8           | ▲0,3          | 1             | 53.027        | 2,3           | ▼1,1          | –             | 1       | ▲1      |
|                                                         | Freie Sachsen                                                                                              | 12.693        | 0,5           | Neu           | –             | 52.100        | 2,2           | Neu           | –             | –       | Neu     |
|                                                         | Aktion Partei für Tierschutz (Tierschutz hier!)                                                            | –             | –             | N/A           | –             | 23.606        | 1,0           | N/A           | –             | –       | N/A     |
|                                                         | Freie Demokratische Partei (FDP)                                                                           | 33.650        | 1,4           | ▼3,2          | –             | 20.995        | 0,9           | ▼3,6          | –             | –       | ▬       |
|                                                         | Partei für Arbeit, Rechtsstaat, Tierschutz, Elitenförderung und basisdemokratische Initiative (Die PARTEI) | 2.606         | 0,1           | ▼0,5          | –             | 19.752        | 0,8           | ▼0,7          | –             | –       | ▬       |
|                                                         | Piratenpartei Deutschland (PIRATEN)                                                                        | –             | –             | ▬             | –             | 6.772         | 0,3           | ▬             | –             | –       | ▬       |
|                                                         | Bündnis Deutschland                                                                                        | 972           | 0,0           | Neu           | –             | 6.718         | 0,3           | Neu           | –             | –       | Neu     |
|                                                         | WerteUnion (WU)                                                                                            | 1.818         | 0,1           | Neu           | –             | 6.474         | 0,3           | Neu           | –             | –       | Neu     |
|                                                         | Basisdemokratische Partei Deutschland (dieBasis)                                                           | 702           | 0,0           | Neu           | –             | 4.486         | 0,2           | Neu           | –             | –       | Neu     |
|                                                         | Bündnis C – Christen für Deutschland (Bündnis C)                                                           | –             | –             | N/A           | –             | 4.370         | 0,2           | N/A           | –             | –       | N/A     |
|                                                         | V-Partei³ – Partei für Veränderung, Vegetarier und Veganer (V-Partei³)                                     | –             | –             | N/A           | –             | 3.283         | 0,1           | N/A           | –             | –       | N/A     |
|                                                         | Ökologisch-Demokratische Partei (ÖDP)                                                                      | 321           | 0,0           | ▬             | –             | 1.955         | 0,1           | ▼0,2          | –             | –       | ▬       |
|                                                         | Bürgerrechtsbewegung Solidarität (BüSo)                                                                    | 752           | 0,0           | ▼0,1          | –             | 1.582         | 0,1           | ▬             | –             | –       | ▬       |
|                                                         | Team Zastrow – Bündnis Sachsen 24 (Team Zastrow)                                                           | 6.988         | 0,3           | Neu           | –             | –             | –             | Neu           | –             | –       | Neu     |
|                                                         | Lösungen für unsere Region sind mir wichtiger als Parteipolitik! (Lösungen für unsere Region)              | 2.152         | 0,1           | Neu           | –             | –             | –             | Neu           | –             | –       | Neu     |
|                                                         | WIR sind LEIPZIGER                                                                                         | 382           | 0,0           | Neu           | –             | –             | –             | Neu           | –             | –       | Neu     |
|                                                         | Partei des Fortschritts (PdF)                                                                              | 249           | 0,0           | Neu           | –             | –             | –             | Neu           | –             | –       | Neu     |
|                                                         | Einzelbewerber                                                                                             | 2.040         | 0,1           | –             | –             | –             | –             | –             | –             | –       | ▬       |
| Gesamt                                                  | Gesamt | 2.338.810     | 100           |               | 60            | 2.347.973     | 100           |               | 60            | 120     | ▲1 *    |
|                                                         | |               |               |               |               |               |               |               |               |         |         |
| Ungültige Stimmen                                       | Ungültige Stimmen                                                                                          | 28.797        | 1,2           | ▼0,1          |               | 19.634        | 0,8           | ▼0,2          |               |         |         |
| Wähler                                                  | Wähler | 2.367.607     | 74,4          | ▲7,9          |               | 2.367.607     | 74,4          | ▲7,9          |               |         |         |
| Wahlberechtigte                                         | Wahlberechtigte                                                                                            | 3.181.013     |               |               |               | 3.181.013     |               |               |               |         |         |
|                                                         | |               |               |               |               |               |               |               |               |         |         |
| Quelle: Statistisches Landesamt des Freistaates Sachsen | |               |               |               |               |               |               |               |               |         |         |

N/A: die Partei wurde vor 2019 gegründet. – Neu: die Partei wurde nach 2019 gegründet.

### Wahlergebnis in den Gemeinden und kreisfreien Städten
Die folgenden Karten zeigen die (relativen) Mehrheiten der Direktstimmen (l.) und Listenstimmen (r.) in den Gemeinden, sowie den Stadt- bzw. Ortsteilen der kreisfreien Städte.

Direktstimmen
Listenstimmen

| CDU10–20%20–30%30–40%40–50%50–60%60–70% | AfD20–30%30–40%40–50%50–60% | Grüne20–30%30–40%40–50% | Linke20–30% 30–40% 40–50% | Freie Wähler20–30% 30–40% 40–50% | SonstigesKeine Stimmen |

### Listenstimmenanteil der Parteien nach Wahlkreisen
Die folgenden Karten zeigen, mit welchem Ergebnis die Parteien mit mindestens drei Prozent Stimmenanteil in den einzelnen Wahlkreisen abgeschnitten haben.

Christlich Demokratische Union Höchstes: 37,0 % (Vogtland 2) Niedrigstes: 19,7 % (Leipzig 6)
Alternative für Deutschland Höchstes: 41,9 % (Bautzen 1/Budyšin 1) Niedrigstes: 10,1 % (Leipzig 1)
Bündnis Sahra Wagenknecht Höchstes: 15,7 % (Chemnitz 3) Niedrigstes: 8,4 % (Leipzig 6)
Sozialdemokratische Partei Deutschlands Höchstes: 14,7 % (Dresden 2) Niedrigstes: 3,3 % (Görlitz 3)
Bündnis 90/Die Grünen Höchstes: 21,4 % (Dresden 2) Niedrigstes: 1,0 % (Erzgebirge 2)
DIE LINKE Höchstes: 20,6 % (Leipzig 6) Niedrigstes: 1,7 % (Sächsische Schweiz-Osterzgebirge 4)

### Unregelmäßigkeiten
Der Wahlleiter korrigierte am Tag nach der Wahl die Sitzverteilung, die durch einen Softwarefehler falsch berechnet worden war. Die Sitzverteilung des vorläufigen amtlichen Endergebnisses stimmte mit dem vorher gültigen D’Hondt-Verfahren überein, statt mit dem Sainte-Laguë-Verfahren. Durch die Anpassung verloren CDU und AfD jeweils einen Sitz zugunsten von SPD und Grünen. Nach altem Wahlrecht hätte die AfD eine Sperrminorität erhalten, die nach neuem Wahlrecht nur noch der CDU zusteht.
Laut dem Polizeipräsidium Dresden gab es unter den Briefwahlstimmen in den Bezirken 36011 und 36012 und darüber hinaus 126 (Stand 13. September 2024) zugunsten der rechtsextremen Partei Freie Sachsen gefälschte Wahlzettel. In acht Fällen aus dem Wahlkreis Bautzen 3, in dem die Freien Sachsen keinen Direktkandidaten stellten, wurden die Erststimmen zugunsten der ebenfalls rechtsextremen AfD manipuliert. Die Polizei nahm die Ermittlungen auf. Die von Manipulationen betroffenen Stimmzettel wurden von den Wahlausschüssen in Dresden und Bautzen für ungültig erklärt. Weitere 154 Briefwahlscheine waren bereits während der Kommunalwahl im Juni 2024 in Langebrück manipuliert worden. Das Haus eines „Freie Sachsen“-Kandidaten aus Langebrück wurde im Zuge der Untersuchungen durchsucht. Im Juni 2025 gestand dieser die Fälschung im Zuge eines Gerichtsprozesses.

## Regierungsbildung
| Mögliche Koalitionen               | Sitze |
| ---------------------------------- | ----- |
| Sitze gesamt                       | 120   |
| Zweidrittelmehrheit (ab 80 Sitzen) |       |
| CDU, AfD                           | 81    |
| einfache Mehrheit (ab 61 Sitzen)   |       |
| CDU, BSW, SPD                      | 66    |
| CDU, SPD, Grüne, Linke             | 64    |
| CDU, BSW, Grüne                    | 63    |
| keine Mehrheit (bis 60 Sitze)      |       |
| CDU, SPD, Grüne, FW                | 59    |
| CDU, SPD, Grüne                    | 58    |
| CDU, SPD                           | 51    |

### Potentielle Mehrheiten und Rechtsgrundlagen
Die CDU schloss vor der Wahl Koalitionen mit AfD und Linkspartei aus, was auch Beschlusslage der Partei ist. Die bisherige Kenia-Koalition verlor ihre Mehrheit im Landtag. Somit war nur eine Koalition aus CDU, BSW und SPD oder eine aus CDU, BSW und den Grünen mehrheitsfähig. Die CDU blieb bei ihrer Entscheidung, nicht mit der AfD in einem Bündnis zusammenzuarbeiten; eine CDU/AfD–Koalition war daher nie eine realistische Option. Auch eine Koalition aus CDU, SPD, Grünen und Linken stand aufgrund der Aussagen der CDU nicht zur Debatte.
Der 8. Sächsische Landtag konstituierte sich am 1. Oktober 2024. Der neue Ministerpräsident muss nach Artikel 60 der Verfassung des Freistaates Sachsen innerhalb von vier Monaten nach dem ersten Zusammentritt des neuen Landtags gewählt werden, das hieß in diesem Falle bis zum 3. Februar 2025.

### Gescheiterte Gespräche zwischen CDU, BSW und SPD
Ministerpräsident Kretschmer brachte eine Koalition aus CDU, BSW und SPD, die sogenannte Brombeer-Koalition, ins Gespräch. Ab dem 9. September fanden „Kennenlerngespräche“ statt. Während dieser Gespräche verlangten sechs sächsische CDU-Mitglieder, darunter drei ehemalige Landräte sowie die ehemaligen Staatsminister Manfred Kolbe und Frank Kupfer sowie die ehemalige Landtags- und Bundestagsabgeordnete Angelika Pfeiffer in einem offenen Brief Gespräche mit der AfD. Am 17. und 18. Oktober 2024 machten die Parteigremien von CDU, BSW und SPD den Weg für erste Sondierungsgespräche frei. Ein offener Brief von CDU-Politikern, verfasst unter anderem vom ehemaligen Landtagspräsident Matthias Rößler und dem Landrat a. D. Gerhard Gey, sprach sich gegen eine Koalition mit dem BSW und für eine CDU-Minderheitskoalition aus. Am 25. Oktober 2024 unterbrach die SPD kurzzeitig die Sondierungsgespräche, nachdem Teile der BSW-Fraktion im Sächsischen Landtag für den AfD-Antrag zur Einsetzung eines Corona-Untersuchungsausschusses gestimmt hatten. Am 6. November 2024 beendete das BSW die Sondierungsgespräche. Als Grund nannte es Differenzen vor allem bei der Friedensformel, aber auch bei den Themen Migrationspolitik und Finanzen.

### CDU-SPD-Minderheitskoalition

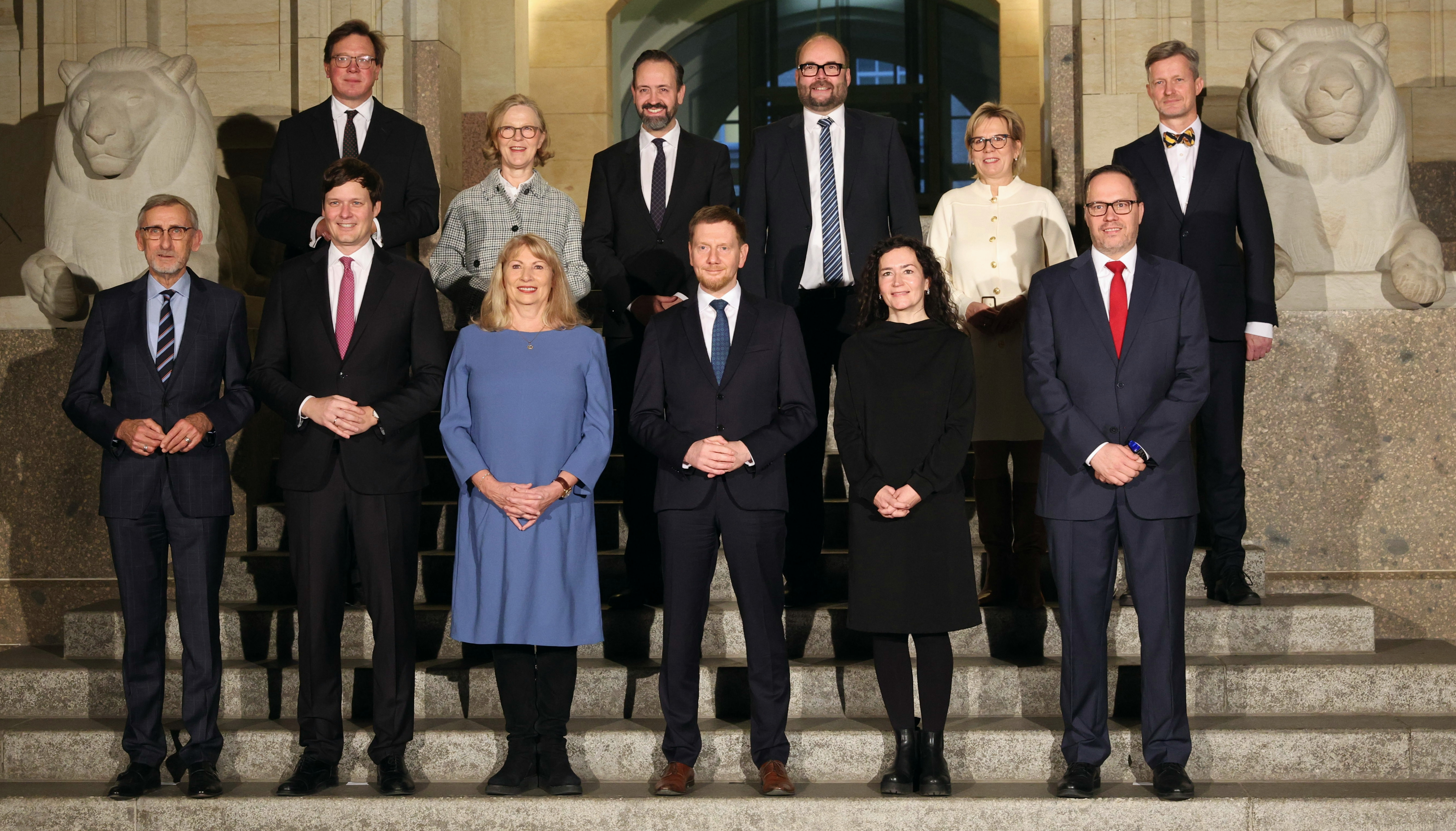
Sächsischer Ministerpräsident Michael Kretschmer (m.) mit seinen Ministern und Ministerinnen im Kabinett Kretschmer III am 19. Dezember 2024.

Nach Ende der Gespräche mit dem BSW verhandelte die CDU mit der SPD über die Bildung einer Minderheitsregierung. Um eine Mehrheit bei der Ministerpräsidentenwahl zu erreichen, sprach Ministerpräsident Kretschmer auch mit der Linken.
Am 3. Dezember 2024 wurden die Koalitionsverhandlungen abgeschlossen. Die SPD erhielt das Sozialministerium, das um die Bereiche Gesundheit, Demokratie und gesellschaftlicher Zusammenhalt erweitert wurde, sowie das Ministerium für Wirtschaft, Arbeit, Energie und Klimaschutz, die anderen Ressorts werden von der CDU besetzt. Inhaltlich sind unter anderem eine Verschärfung der Asylpolitik, eine Landarztquote für Zahnärzte und eine sächsische Grenzpolizei geplant. Dass das Wirtschaftsressort an die SPD ging, sorgte für Kritik im konservativen Flügel der CDU.
Am 14. Dezember 2024 und damit vier Tage vor der angesetzten Wahl des Ministerpräsidenten stimmte der CDU-Parteitag dem Koalitionsvertrag zu. Erneut wurde aus konservativen Parteikreisen Kritik laut. Auch die SPD stimmte der Koalition im Rahmen einer Mitgliederbefragung zu.
Michael Kretschmer wurde am 18. Dezember 2024 mit 69 Stimmen im zweiten Wahlgang gewählt. Im ersten Wahlgang hatte er mit 55 Stimmen die erforderliche absolute Mehrheit von 61 Stimmen verpasst. Er bildete das Kabinett Kretschmer III.